# Викторианский безголовый портрет

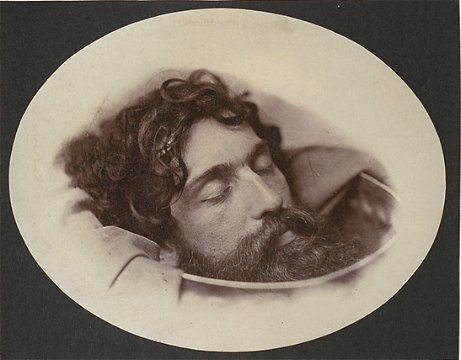
Оскар Густав Рейландер. Голова святого Иоанна Крестителя на блюде, около 1858 года

Викторианский безголовый портрет (англ. Victorian headless portrait) или просто безголовый портрет (англ. headless portrait) — особый жанр фотографии, существовавший в Великобритании во 2-й половине XIX — начале XX века. На подобных фотографиях голова модели отделена от тела, часто натурщик сам держит её в своих руках. Хотя за этим жанром закрепилось название «безголовые портреты», именно голова на фотографии всегда присутствует, а тело может отсутствовать.

## Возникновение и развитие жанра
В середине XIX века британский фотограф шведского происхождения Оскар Густав Рейландер придумал новый тренд — фотографии, на которых голова человека отделена от его тела. Достигался эффект комбинированием негативов, путём долгой, утомительной работы в лаборатории. Этот вид монтажной фотографии стоил дорого и был весьма популярен во второй половине XIX века в Великобритании.
Одним из подобных успешных снимков Рейландера была «Голова Святого Иоанна Крестителя на блюде» — отпечаток, сделанный с двух негативов. Фотография датируется широким промежутком времени между 1855 и 1860 годами (предположительно — около 1858 года), один из её вариантов в настоящее время находится в собрании музея Джорджа Истмана. Другой известный фотограф Генри Пич Робинсон так описывал настойчивость Рейландера в поиске натурщика для Иоанна Крестителя:

«Рейландер увидел эту голову на плечах некоего джентльмена в городе….Любопытно, что он в этот момент увидел не столько современного джентльмена, как всегда, а именно картину, которую предполагала подобная голова. Прошло несколько месяцев, прежде чем художник осмелился попросить модель одолжить ему свою голову… и несколько лет, прежде чем он добился согласия»
Оригинальный текст (англ.)«Rejlander saw his head on the shoulders of a gentleman in the town. …The curious thing is, that he did not so much see the modern gentleman as always the picture which the head suggested. It was some months before the artist ventured to ask the model to lend his head … and years before he obtained his consent»
— Собрание Дома Джорджа Истмена. История фотографии с 1839 года до наших дней
Эта фотография была задумана Рейландером как часть композиции, которую он так и не завершил. В феврале 1869 года королева Великобритании Виктория купила 22 фотографии Рейландера, в том числе и эту.
Многие фотографы по примеру Рейландера создавали подобные образы мужчин и женщин с отрубленными головами, которые надеты на штырь в их руках, они несут их перед собой на блюде, или держат за волосы в собственной руке. Часто в другой руке у жертвы — орудие её убийства. Спрос на подобные фотографии был настолько высок, что многие викторианские фотографы открыто рекламировали именно этот вариант фотосъёмки и взимали за него солидные деньги.
Самая ранняя сохранившаяся и сознательно созданная в рамках жанра «безголовая фотография» была сделана в 1875 году Уильямом Генри Уилером (англ. William Henry Wheeler), который владел фотосалоном на High Street (Брайтон, графство Суссекс).
Наиболее известным и плодовитым представителем этого жанра стал британский фотограф Сэмюэл Кей Балбирни (англ. Samuel Kay Balbirnie). 23 мая 1878 года он разместил в газете «Brighton Daily News» объявление: 

«Фотографии духов: леди и джентльмены на фотографиях будут летать в воздухе в компании столов, стульев и музыкальных инструментов! Безголовые фотографии: леди и джентльмены на снимках будут держать в руках собственные головы! Фотографии карликов и гигантов: это действительно смешно!»— Meghan MacRae. An Executioner's Photo Album Victorian Headless Portraits
Балбирни в своих фотографиях использовал метод Рейландера, основанный на совмещении нескольких негативов. Сэмюэл Кей Балбирни родился в Лондоне в 1855 году, он — второй ребёнок Сэмюэла Балбирни Старшего и Марии Энн Стаббс. В 1865 году, когда ребёнку было всего пять лет, его мать умерла. Отец снова женился в 1873 году, к этому времени он был человеком уважаемым и состоятельным. В момент открытия фотостудии Сэмюэл Кей Балбирни был молодым человеком 23 лет. Хотя он обучался медицине, но решил испытать себя в сфере фотоискусства; средства на собственную мастерскую он получил у отца. Он приобрёл выставленную на продажу фотостудию Роберта Пратчетта на 33 Western Road в Брайтоне, которая прежде делала портреты в популярном тогда жанре визитная карточка (фр. carte-de-visite). Студия Балбирни, специализировавшаяся исключительно на спецэффектах, не имела коммерческого успеха. Через два года она закрылась, а сам фотограф стал армейским врачом. «Безголовые портреты», тем не менее, стали популярным жанром фотосъёмки и оставались в моде до 1910-х годов.

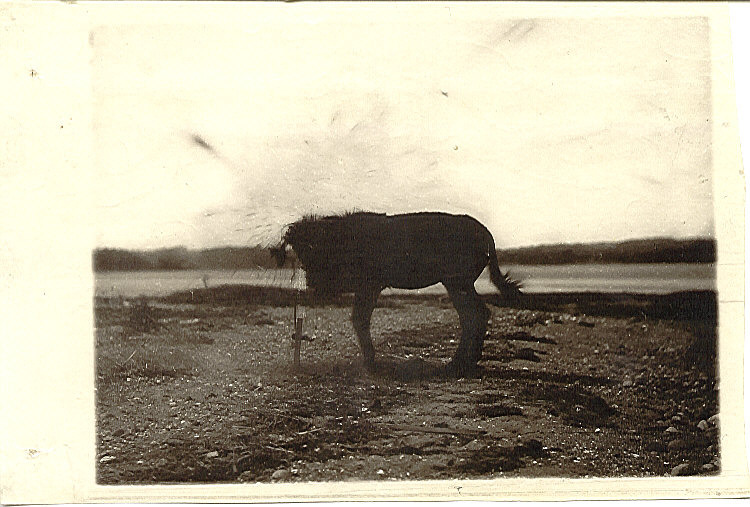
Чарльз Беннетт (?, 1840—1927), фотография из «Scientific American» 1881 года

Существует снимок безголового животного, неоднократно привлекавший внимание специалистов по истории фотографии. Сделал его британский фотограф Чарльз Харпер Беннетт 6 июня 1881 года. Беннетт был сыном суррейского шляпника, в 1870-х он открыл бизнес по продаже фотооборудования. В 1878 году, пытаясь найти способ сократить выдержку, он понял, что коллодионный процесс ускорить никак не получится и нужен кардинально новый состав эмульсии для мгновенного закрепления изображения. К тому времени другой фотограф, английский врач Ричард Меддокс, уже достиг успехов в этой области, заменив коллодий желатином. Беннетт взялся усовершенствовать метод Меддокса. Он сумел сократить выдержку с нескольких секунд до 1/25 секунды. Беннетт решил продемонстрировать технологию и нуждался в эффектном способе демонстрации. Он привязал к шее мула динамит, установил фотоаппарат на штатив, а затем взорвал голову животного. Снимок он успел сделать в тот момент, когда голова уже разлеталась на куски, но тело мула ещё стояло, не успев упасть. Это продемонстрировало скорость фотосъёмки. Описание эксперимента и результаты работы Беннетта были опубликованы в журнале «Scientific American». Технология была успешно внедрена, а Беннетт получил патент. Пресса обрушила на него критику за жестокое обращение с животным. Так как отец Беннета был шляпником, газеты обыгрывали фразу «безумен, как шляпник» из «Алисы в Стране чудес». По другой версии, эксперимент проводился по инициативе генерала армии США Генри Л. Эбботта и ещё нескольких военных с базы Willet's Point (Нью-Йорк), а фотограф прямого отношения к нему не имел.
Популярность безголовых портретов в конце XIX века вышла за пределы Великобритании, однако там подобные портреты утратили свой статичный портретный характер и превратились в жанровые сценки. До нашего времени дошли подобные фотографии, созданные американцем Уильямом Робертом Боулзом (англ. William Robert Bowles). На одной из них, выполненной около 1900 года, в представленной впервые широкой публике на выставке в музее Метрополитен в 2013 году, в коллекции которого она и хранилась длительное время, слуга-афроамериканец подаёт на завтрак своим хозяевам отрезанную голову. На другой, созданной во французской фотостудии «Saint Thomas D’Aquin», натурщик жонглирует отрубленными головами.

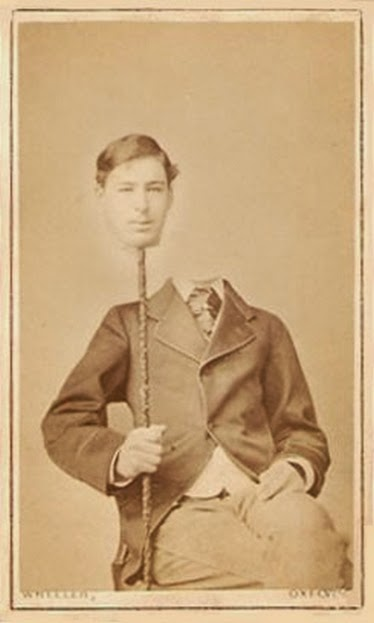
Уильям Генри Уилер. Безголовый портрет, около 1875
Неизвестный фотограф, 1890 годы, Великобритания. Безголовый портрет мальчика
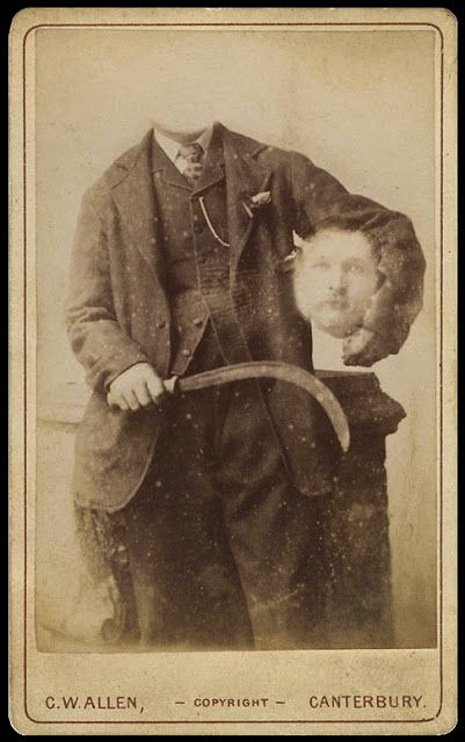
Чарльз Уильям Аллен (1818—1889), Кентербери. Безголовый портрет, 1880-е
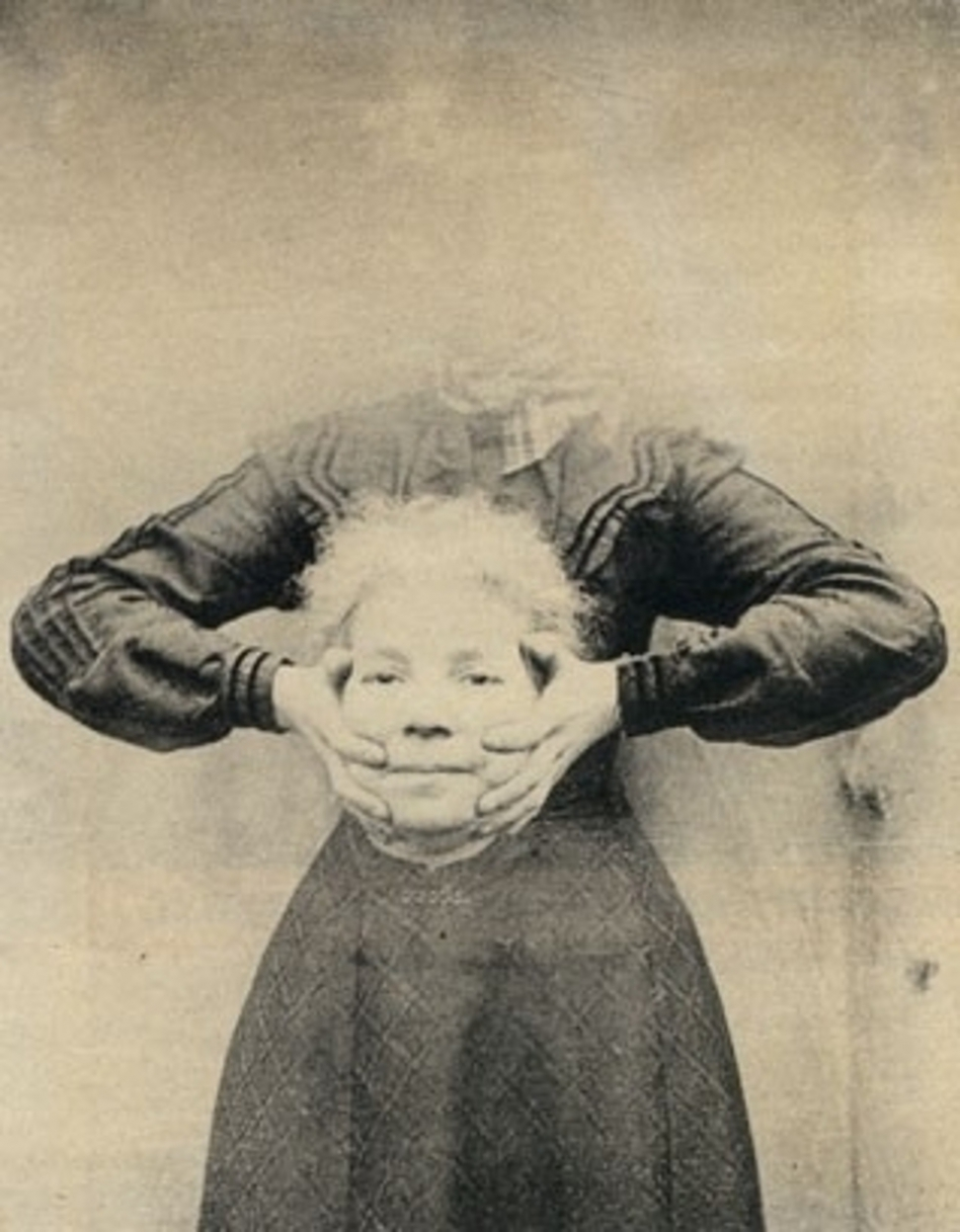
Неизвестный фотограф, Великобритания. Безголовая женщина, 1900
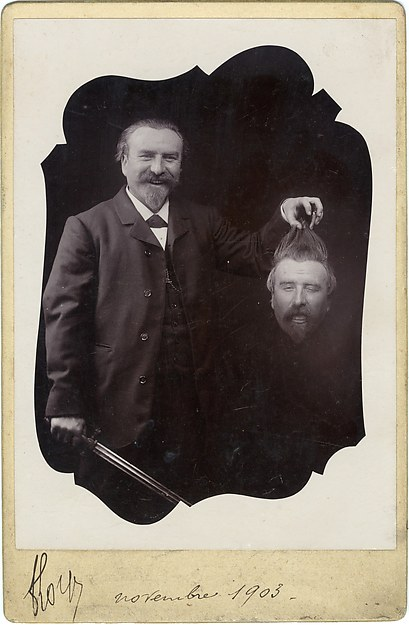
Неизвестный фотограф (Франция). Бородатый мужчина держит в руке свою отрубленную голову, 1899
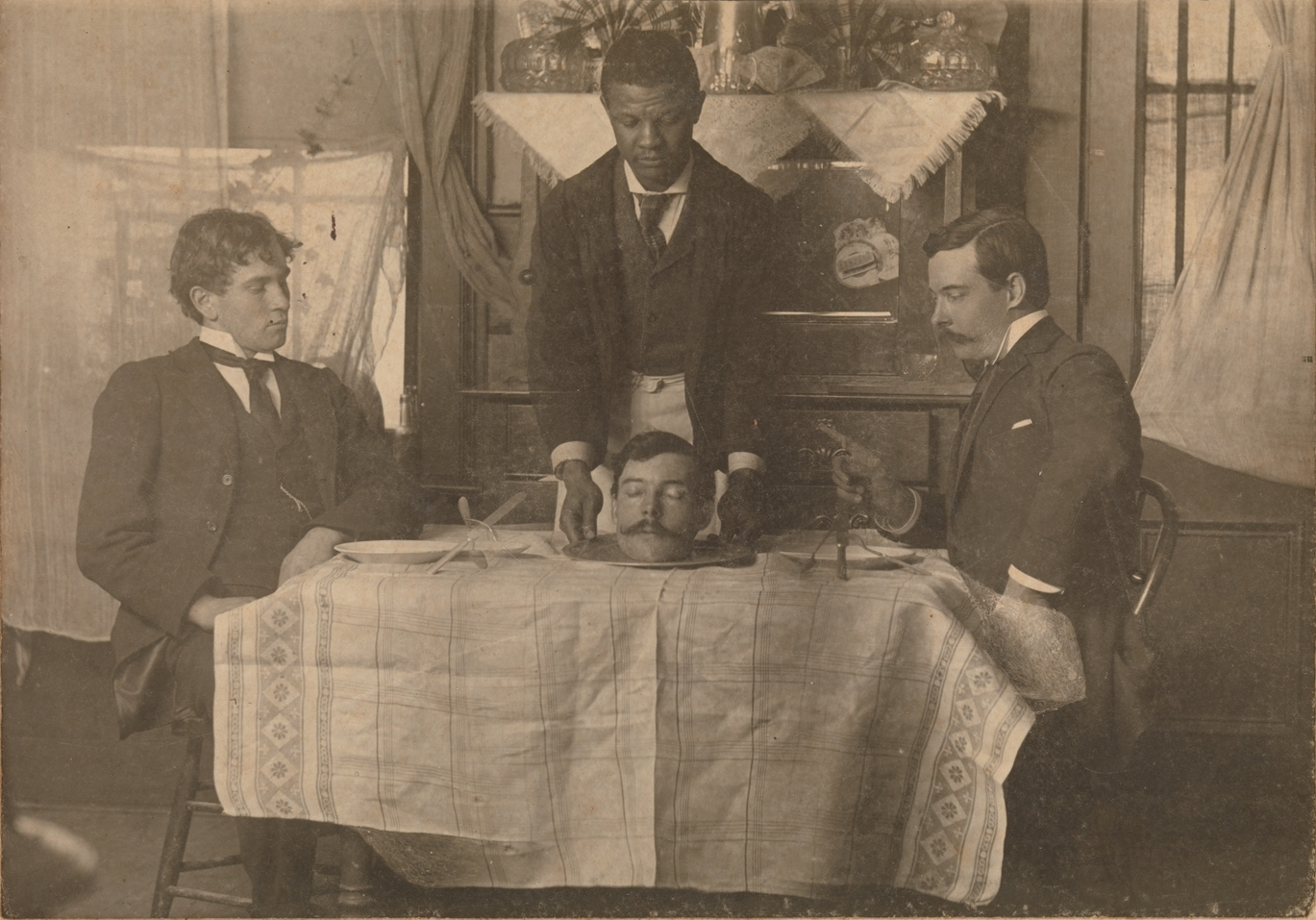
Уильям Роберт Боулз (1861–1918). Слуга сервирует голову на тарелке, около 1900

## Изучение викторианских безголовых портретов
Исследователи утверждают, что эти фотографии являются одним из первых примеров массового использования фотомонтажа. Обычно они воспринимаются современными искусствоведами как проявление специфического чувства юмора в викторианскую эпоху. По другой версии, подобные фотографии могли вызывать у современников ужас и были рассчитаны именно на такое воздействие. В некоторых работах историков подобными фотографиями иллюстрируются разделы о представлениях англичан викторианской эпохи о смерти и ритуале прощания с покойником, с которыми они соотносятся авторами.
Большое количество подобных фотографий принадлежит в настоящее время музею Джорджа Истмана. Значительное число викторианских безголовых портретов было представлено на выставке в музее Метрополитен «Faking It: Manipulated Photography before Photoshop», которая состоялась в октябре 2012 — январе 2013 года в Нью-Йорке. В издательстве музея вышла книга куратора этой выставки Мии Финман под этим же названием.
Интерес к данному жанру не остался без последствий. С безголовыми фотографиями связана известная фальсификация — так называемая «Фотография семьи Бакли». По устоявшейся традиции соседские дети к празднику Хэллоуин в 1890 году решили изготовить чучела людей. Согласно городской легенде, Сьюзан и Джон Бакли решили превзойти их и вместо работы над чучелом убили собственную мать. Сами они исчезли, но остался этот снимок, якобы сделанный ребёнком, который пришёл за конфетами к дому Бакли. Тело миссис Бакли нашли позже, оно было наполовину съедено. Было установлено, что фотография никак не связана с конкретным преступлением, она — типичный «безголовый портрет», но выполненный в наше время (2006 год), автором монтажа был опубликован даже оригинальный позитив, где дети представлены без топора, а мисс Бакли с головой на плечах. Фотомонтаж получил название «Убийство матери на Среднем Западе» (англ. «Midwestern Matricide») и был создан Эдди Алленом (англ. Eddie Allen) для «Haunted Memories Changing Portraits». Он взял старое семейное фото двух подростков и их матери и смонтировал «фотодокумент» в стиле американского многофигурного варианта викторианского безголового портрета, будто бы они убили её.